# Рустамов, Ильхам Магомед Оглы
Ильхам Магомед Оглы Рустамов (азерб. İlham Məhəmməd Oğlu Rüstəmov; род. 29 июня 1981, Сумгаит) — спортивный телепродюсер, общественный деятель.
Генеральный директор телеканала «Наш футбол». Генеральный продюсер компании «Телеспорт» (с марта 2016 года).

## Биография
Родился 29 июня 1981 года в г. Сумгаит. В 1999 году поступил на факультет кристаллографии, минералогии и геохимии Бакинского Государственного Университета.
2001—2002 — Специалист отдела информационных технологий в «BBC World Service Закавказье».
2003—2005 — Менеджер по интерактивным технологиям компании «Евросеть». В компании «Евросеть» создал интерфейс первого терминала приема платежей в России.
В 2005 году создал компанию «Новарт», которая разрабатывает программное обеспечение.
С 2007 года — руководитель отдела новых медиа компании «Лоялти Партнерс Восток». Отвечал за стратегию в новых медиа и разработку цифровых продуктов программы лояльности «Малина».
С ноябрь по декабрь 2011 года — директор по маркетингу Российской футбольной премьер-лиги.
В декабре 2011 года «SUP Fabrik», владелец самого посещаемого на тот момент спортивного ресурса Чемпионат.com, приглашает Рустамова возглавить отдел маркетинга. Рустамов предлагает РФПЛ и Чемпионат.com создать премию лучшему футболисту. Предложение было принято с обеих сторон. Первым обладателем приза стал футболист ФК «Краснодар» Юра Мовсисян.
В марте 2013 года Российская футбольная премьер-лига приглашает Рустамова возглавить отдел новых медиа в своей новой дочерней структуре «Лига-ТВ».
«Лига-ТВ» являлась владельцем прав на трансляцию Российской футбольной премьер-лиги и телеканала «Наш футбол». Очень быстро Рустамов становится заместителем генерального директора телеканала «Лига-ТВ».
В марте 2014 года сначала снимают с должности генерального директора, а далее и Рустамова.
В августе 2015 года после долгих переговоров руководство Азербайджанской федерации футбола приглашает Рустамова в Азербайджан для запуска нового спортивного канала.
В октябре 2015 года запущен телеканал «CBC Sport». Канал, вышедший в эфир 1 ноября 2015 года, является вторым спортивным каналом в Азербайджане после телеканала «Idman Azerbaijan TV». Это также 11-й общенациональный телеканал в Азербайджане. Канал транслируется в формате HDTV и SDTV.
После запуска канала в январе 2016 года Рустамов решает вернуться в Москву.
С 2016 года — генеральный продюсер в компании «Телеспорт» (ранее телеканал «Сила»).
В 2018 году Рустамов организует трансляцию Олимпийских игр на площадке «Телеспорт». Было создано 8 полноценных телеканалов которые вещали 24/7 с итоговыми новостными программами. Все дисциплины транслировались в прямом эфире.

## Награды и премии
- Лучший продюсер года по версии издания 1news.az (2015)
- Лучший продюсер года по версии BR Awards (2019)

## Достижения
23 ноября 2013 года уникальная для российского футбола трансляция матча «ЦСКА — Спартак» с возможностью переключения между камерами в прямом эфире собрала более 1 миллиона человек.
В 2017 году проведён запуск проекта «СИЛА».
В августе 2017 года «СИЛА» транслирует бой «Флойд Мейвезер — Конор Макгрегор», который занимает 2 место в истории Youtube по количеству просмотров спортивного события. Комментировать бой Рустамов приглашает чемпиона UFC Хабиба Нурмагомедова. Эксперты посчитали это одной из причин такого успеха этой трансляции. Трансляцию в интернете посмотрело более 2,5 миллиона человек.
Трансляцию Олимпийских игр на площадке «Телеспорт» посмотрело 33 миллиона человек за 1 месяц. На сегодняшний момент это абсолютный рекорд.
Кибертрансляции «The International 2018» в «Одноклассниках» собрали 12 млн человек.
Трансляция «UFC 229» набрала около 50 млн просмотров в интернете и охват более 6 млн пользователей.
В 2018 году на площадке «Телеспорт» была проведена первая в мире онлайн трансляция в 4K (матч «Реал Мадрид — Барселона»). Был поставлен рекорд социальной сети Одноклассники. Одновременно трансляцию смотрело 2.4 миллиона зрителей. Общее количество зрителей превысило 4 миллиона.

## Трансляции
2016 год — Организация трансляций Кубка Мира по хоккею 2016.
2016, 2017, 2018, 2019 год — Организация трансляций матчей сборной России по футболу.
2017 год — Организация трансляций ATP World Tour Finals.
2017 год — Организация трансляций Кубка Европы по баскетболу (EuroCup Basketball)
2017 год — Организация трансляций UFC на территории РФ.
2017, 2018, 2019, 2020 — Организация трансляций чемпионата Испании по футболу (La Liga)
.
2018, 2019, 2020 — Организация трансляций чемпионата Италии по футбол (Serie A)
.
2018 год — Съемка и организация трансляций чемпионата Европы по борьбе 2018.